# نوکیا ئی۶۵
نوکیا ئی۶۵ یک‌نمونه از گوشی‌های تلفن همراه سری ئی شرکت نوکیا می‌باشد که توسط همین شرکت به بازار عرضه شده‌است.